# Георг Александр Пік
Георг Пік (нім. Georg Pick; 1859—1942) — австрійський математик.
Народився в єврейській родині. Мати — Йозефа Шляйзінгер (Josefa Schleisinger). Батько — Адольф Йозеф Пік (Adolf Josef Pick) , очолював приватний інститут. До одинадцяти років Георг здобував освіту вдома — з ним займався батько). Опісля Георг пішов у четвертий клас гімназії (Leopoldstaedter Communal Gymnasium). У 1875 р. він склав випускні іспити і отримав можливість вступити до університету.

## Життя та робота
Пік вступив до університету у Відні в 1875 році. Вже наступного року він опублікував свою першу роботу з математики, на той час йому було всього сімнадцять років. Георг вивчав математику і фізику та закінчив університет у 1879 р. , отримавши можливість викладати обидва ці предмети. У 1877 році Лео Кенігсбергера з Дрезденської Вищої технічної школи (Technische Hochschule) зайняв кафедру в віденському університеті. Він став керівником Піка, який 16 квітня 1880 захистив докторську дисертацію «Про клас абелевих інтегралів» (Über Eine Klasse abelscher Integrale). Другим екзаменатором на захисті був Еміль Вейра.
Після отримання докторського ступеня, Пік був призначений помічником Ернста Маха в празькому університеті Карла-Фердинанда. Мах переїхав з Граца, де він був професором математики, до Праги в 1867 році, щоб зайняти там кафедру фізики. Він, як і Пік, навчався в університеті у Відні і, до того часу як Пік став його помічником, вважався одним з провідних європейських вчених. Пік тепер хотів читати лекції в Празі, і для того щоб отримати на це право, він повинен був написати спеціальну роботу (habilitation thesis). Пік виконав її досить швидко, написавши «Über die Integration hyperelliptischer Differentiale durch Logarithmen», після чого, в 1881 році, отримав право читати лекції в Празі.
За винятком академічного 1884-85 року, який Пік провів в Лейпцизькому університеті, навчаючись у Кляйна, він залишався в Празі до кінця своєї кар'єри. У 1888р. Георг Пік був призначений екстраординарним професором математики, а згодом в 1892 році — ординарним (повноправним) професором в Німецькому університеті Праги. Коло його математичних інтересів було надзвичайно широким. 67 наукових робіт Георга Піка присвячені багатьом темам, таким як лінійна алгебра, теорія інваріантів, інтегральне числення, теорія потенціалу, функціональний аналіз і геометрія. Проте більше половини його робіт пов'язані з функціями комплексної змінної, диференціальними рівняннями та диференціальної геометрією. Такі терміни як матриця Піка, інтерполяція Піка-Неванлінни, і лема Шварца-Піка використовуються іноді й сьогодні. Найбільш відомою є теорема Піка, яка з'явилася в його 8-сторінковій праці 1899р «Geometrisches zur Zahlenlehre», опублікованій у празьких Sitzungber, Lotos, Naturwissen Zeitschrift.
Детальніше Теорема Піка
Теорема Піка є справедливою для багатокутників з вершинами у вузлах цілочисельної решітки. На площині утворюється решітка з двома системами паралельних рівновіддалених прямих. Ці прямі називаються основними цілочисельними прямими, а точки їх перетину називаються вузлами решітки. Пряма, що з'єднує два вузли решітки, називається цілочисельною прямою. Зверніть увагу, що основні цілочисельні прямі є цілочисельними лініями, але є також багато інших цілочисельних ліній. Багатокутник, ребра якого лежать на цілочисельних прямих, називається цілочисельним багатокутником. Теорема Піка стверджує, що площа цілочисельного багатокутника дорівнює, де — число вузлів решітки всередині багатокутника, а — число вузлів решітки на кордоні багатокутника. Цей результат залишався непоміченим протягом деякого часу після того, як Пік його опублікував, проте в 1969р. Штайнгауз включив його у свій знаменитий «Математичний калейдоскоп». З цього часу теорема Піка привернула досить велику увагу і почала викликати захоплення своєю математичною завершеністю.
У німецькому університеті в Празі Пік став деканом філософського факультету в 1900—1901 рр. Він керував докторськими дисертаціями близько 20 студентів, найбільш відомим з яких є Чарльз Левнер, що отримав докторський ступінь за працю з геометричної теорії функцій у 1917р. Існує ще один аспект життя Піка, який заслуговує на увагу. У 1910р. він був у комітеті, створеному Німецьким університетом Праги для розгляду питання щодо прийняття Ейнштейна в університет. Пік був рушійною силою цього призначення, і Ейнштейн був прийнятий на кафедру математичної фізики в Німецькому університеті в Празі в 1911р. Він займав цей пост до 1913р., і всі ці роки він і Пік були близькими друзями. Крім спільних наукових інтересів, вони також обидва пристрасно захоплювалися музикою. Пік, який грав у квартеті, ввів Ейнштейна в наукове і музичне кола Праги. В квартет Піка входили чотири професори університету, в тому числі Камілло Кернер, професор машинобудування.
Після того як Пік вийшов у відставку в 1927р., він отримав звання почесного професора і повернувся до Відня, міста, в якому він народився. Тим не менш, в 1938р. він повернувся до Праги після аншлюсу 12 березня, коли німецькі війська увійшли до Австрії. Наприкінці вересня 1938р. уряд Праги попросив віддати Німеччині всі райони Чехії та Моравії, населення яких на 50 або більше відсотків складали німці. Лідери Чехословаччини пішли у відставку, але не погодилися на це, проте ті, хто прийшов їм на зміну, все ж таки віддали ці регіони Німеччині. Гітлерівська армія вторглася в Прагу 14 березня 1939, і Гітлер залишив тут свого представника для того, щоб керувати країною. Пік був обраний членом Чеської академії наук і мистецтв, але після того як нацисти прийшли до Праги, він був виключений з академії. Нацисти створили табір Терезієнштадт в Північній Богемії 24 листопада 1941 для розміщення пристарілих, привілейованих і знаменитих євреїв. З близько 144 000 євреїв, відправлених в Терезієнштадт, близько чверті там померло, і близько 60 % були направлені до Аушвіцу(Освенцим) і інших таборів смерті. Піка відправили до Терезієнштадту 13 липня 1942, де він і помер через два тижні у віці 82 років.
Про нього писали так:

"Пік був холостяком … незвичайно правильним в одязі і відносинах.